# Pelle di sbirro
Pelle di sbirro (Sharky's Machine) è un film del 1981 diretto da Burt Reynolds, tratto dal primo romanzo di William Diehl, che si intitolava Sharky "Machine", per via del protagonista "Sharky".

## Trama
Tom Sharky è un agente della narcotici di Atlanta che svolge i più bassi compiti possibili, finendo con l'investigare su un legame che coinvolge politici corrotti.